# كريستوفر وايت (مؤرخ الفن)
كريستوفر وايت (بالإنجليزية: Christopher White)‏ هو مؤرخ الفن بريطاني، ولد في 19 سبتمبر 1930 في لندن في المملكة المتحدة.